# Eugène Mangalaza
Eugène Régis Mangalaza (Ambodivoanio, 13 juli 1950) is een Malagassisch politicus, antropoloog, filosoof en premier van Madagaskar van 10 oktober 2009 tot 18 december 2009 als opvolger van Monja Roindefo. 
Mangalaza werkte op de Universiteit van Toliara in de jaren 80. Van 1989 tot 2002 was Mangalaza rector van de Universiteit van Toamasina en gaf daar ook antropologie en filosofie.
Mangalaza werd opgevolgd als premier door Cécile Manorohanta.